# Charlier (månekrater)
Charlier er et nedslagskrater på Månen. Det befinder sig på Månens bagside og er opkaldt efter den svenske astronom Carl Charlier (1862 – 1934).
Navnet blev officielt tildelt af den Internationale Astronomiske Union (IAU) i 1970. 

## Omgivelser
Charlierkrateret har det større Kovalevskayakrater liggende mod sydøst, og nordøst for Charlier ligger Perrinekrateret. 

## Karakteristika
Dette er et eroderet krater med beskadiget ydre rand, hvis mest intakte del er den nordøstlige fjerdedel. Randen mod syd og vest er slidt ned og delvis dækket af små kratere. Over den vestlige del af randen ligger der en samling af mange sammensluttede småkratere.
Også kraterbunden er ramt af nedslagene, og der ligger mange småkratere over den, nogle steder overlappende tidligere nedslag. To pletter er nogenlunde fri for nedslag: Det ene i nærheden af bundens nordlige del og det andet i den sydvestlige del.

## Satellitkratere
De kratere, som kaldes satellitter, er små kratere beliggende i eller nær hovedkrateret. Deres dannelse er sædvanligvis sket uafhængigt af dette, men de får samme navn som hovedkrateret med tilføjelse af et stort bogstav. På kort over Månen er det en konvention at identificere dem ved at placere dette bogstav på den side af satellitkraterets midte, som ligger nærmest hovedkrateret. Charlierkrateret har følgende satellitkratere:
| Charlier | Længde  | Bredde   | Diameter |
| -------- | ------- | -------- | -------- |
| Z        | 39,7° N | 131,6° V | 46 km    |

## Måneatlas
- Billeder af Charlierkrateret i LPI-måneatlasset